# Аллен (округ, Кентукки)
А́ллен (англ. Allen County) — округ в штате Кентукки, США. Официально образован в 1815 году. По состоянию на 2010 год, численность населения составляла 19 956 человека.

## География
По данным Бюро переписи США, общая площадь округа равняется 911,785 км2, из которых 896,452 км2 суша и 15,333 км2 или 1,680 % это водоёмы.

### Соседние округа
- Уоррен северо-запад
- Баррен северо-восток
- Монро восток
- Мейкон (штат Теннесси) юго-восток
- Самнер (штат Теннесси) юго-запад
- Симпсон запад

## Население
По данным переписи населения 2000 года в округе проживает 17 800 жителей в составе 6 910 домашних хозяйств и 5 113 семей. Плотность населения составляет 20,00 человек на км2. На территории округа насчитывается 8 057 жилых строений, при плотности застройки около 8,9 строений на км2. Расовый состав населения: белые — 97,62 %, афроамериканцы — 1,07 %, коренные американцы (индейцы) — 0,16 %, азиаты — 0,12 %, гавайцы — 0,01 %, представители других рас — 0,36 %, представители двух или более рас — 0,66 %. Испаноязычные составляли 0,83 % населения независимо от расы.
В составе 34,10 % из общего числа домашних хозяйств проживают дети в возрасте до 18 лет, 60,60 % домашних хозяйств представляют собой супружеские пары проживающие вместе, 9,80 % домашних хозяйств представляют собой одиноких женщин без супруга, 26,00 % домашних хозяйств не имеют отношения к семьям, 23,10 % домашних хозяйств состоят из одного человека, 10,40 % домашних хозяйств состоят из престарелых (65 лет и старше), проживающих в одиночестве. Средний размер домашнего хозяйства составляет 2,55 человека, и средний размер семьи 2,99 человека.
Возрастной состав округа: 25,80 % моложе 18 лет, 8,90 % от 18 до 24, 28,50 % от 25 до 44, 23,10 % от 45 до 64 и 23,10 % от 65 и старше. Средний возраст жителя округа 36 лет. На каждые 100 женщин приходится 95,90 мужчин. На каждые 100 женщин старше 18 лет приходится 93,30 мужчин.
Средний доход на домохозяйство в округе составлял 31 238 USD, на семью — 36 815 USD. Среднестатистический заработок мужчины был 27 587 USD против 22 659 USD для женщины. Доход на душу населения составлял 14 506 USD. Около 13,20 % семей и 17,30 % общего населения находились ниже черты бедности, в том числе — 23,40 % молодёжи (тех, кому ещё не исполнилось 18 лет) и 20,40 % тех, кому было уже больше 65 лет.